# Complement del nom
El complement del nom és una funció sintàctica tradicional que engloba tots aquells sintagmes o paraules que modifiquen el significat d'un nom, independentment de la posició que aquest ocupi a l'oració o de la funció que realitzi. No s'ha de confondre el complement del nom amb els possibles determinants que l'acompanyin.
En català el complement del nom pot estar format per:
- Un altre nom o sintagma nominal (en aquest cas es denomina aposició): El carrer Balmes
- Un adjectiu o equivalent: El carrer ample
- Un sintagma preposicional: El carrer de l'escola
- Una oració: El carrer on vivíem abans

Un mètode per esbrinar si una paraula fa de complement del nom, és eliminar de la frase el nom en qüestió, si deixa de tenir sentit és que complementa efectivament a aquell nom.